# Eugalta victoria
Eugalta victoria är en stekelart som beskrevs av Baltazar 1955. Eugalta victoria ingår i släktet Eugalta och familjen brokparasitsteklar. Inga underarter finns listade i Catalogue of Life.